# (126) Veleda
Velleda és l'asteroide núm. 126 de la sèrie. Fou descobert el 5 de novembre del 1872 a París per en Paul Pierre Henry (1848-1905), fou el seu primer descobriment dels 14 que va descobrir amb el seu germà Prosper Henry. És un asteroide del tipus S del cinturó principal que gira un cop cada poc més de 5 hores. El seu nom es deu a la princesa i profeta germànica Vileda del segle i que provocà i predigué la rebel·lió de les tribus bataves contra l'Imperi Romà.